# Шеріф Ндіай
Шеріф Ндіай (фр. Cherif Ndiaye, нар. 23 січня 1996, Дакар) — сенегальський футболіст, нападник китайського клубу «Шанхай СІПГ».

## Ігрова кар'єра
Народився 23 січня 1996 року в місті Дакар. Вихованець футбольної школи клубу «Гранд Йофф», з якого на початку 2017 року перейшов до бельгійського клубу «Васланд-Беверен». 21 січня 2017 року Ндіай дебютував у новому клубі, вийшовши на заміну у другому таймі матчу з «Остенде». Дебютним голом за клуб відзначився 31 березня 2018 року в 1-му раунді плей-оф за проаво зіграти у Лізі Європи в грі проти «Кортрейка» (1:4). Це був єдиний гол для сенегальця за клуб, де він не зумів стати основним гравцем і протягом трьох сезонів загалом провів лише 13 матчів.
20 січня 2019 року Ндіай перейшов у хорватський клуб «Гориця» (Велика Гориця), підписавши контракт на 3 роки. Дебютував у клубі 3 лютого 2019 року, вийшовши з лави запасних на 86-й хвилині матчу замість Лукаша Зволинського у матчі з «Рієкою» (1:3) у 19-му турі чемпіонату. Перший гол у новій команді забив 2 березня 2019 року в матчі проти «Рудеша» (3:1). У цьому матчі він зіграв на позиції атакувального півзахисника і забив 2 голи — правою та лівою ногою. Всього  за півтора роки сенегалець зіграв за клуб з Великої Гориці 54 гри в усіх турнірах і забив 18 голів.
24 серпня 2020 року нападник був відданий в оренду на один сезон з правом викупу до «Гезтепе». Дебютував у турецькому клубі 12 вересня 2020 року, замінивши на 80-й хвилині Брауна Ідейє під час домашньої гри у 1-го туру Суперліги з «Денізліспором» (5:1). Перший гол забив 7 листопада 2020 року в матчі 7-го туру з клубом «ББ Ерзурумспор» (1:0). Загалом за рік він забив 12 голів у 40 іграх в усіх турнірах, після чого 1 червня 2021 року турецький клуб викупив контракт сенегальуя за 1,15 млн. євро. Граючи у складі «Гезтепе» у сезоні 2021/22 також здебільшого виходив на поле в основному складі команди і знову забив 12 голів.
У квітні 2022 року Ндіай перейшов у китайський «Шанхай СІПГ». Станом на 11 вересня 2022 року відіграв за команду з Шанхая 13 матчів в національному чемпіонаті і забив 5 голів.

## Статистика виступів

### Статистика клубних виступів
Статистика оновлена на 7 листопада 2021 року.
| Сезон                              | Команда                            | Чемпіонат                          | Чемпіонат | Чемпіонат | Національний кубок | Національний кубок | Національний кубок | Континентальні кубки | Континентальні кубки | Континентальні кубки | Інші змагання | Інші змагання | Інші змагання | Усього | Усього |
| Сезон                              | Команда                            | Ліга                               | Ігор      | Голів     | Ліга               | Ігор               | Голів              | Ліга                 | Ігор                 | Голів                | Ліга          | Ігор          | Голів         | Ігор   | Голів  |
| ---------------------------------- | ---------------------------------- | ---------------------------------- | --------- | --------- | ------------------ | ------------------ | ------------------ | -------------------- | -------------------- | -------------------- | ------------- | ------------- | ------------- | ------ | ------ |
| січ.-черв. 2017                    | «Васланд-Беверен»                  | ПЛ                                 | 3+1       | 0         | КБ                 | 0                  | 0                  | -                    | -                    | -                    | -             | -             | -             | 4      | 0      |
| 2017–18                            | «Васланд-Беверен»                  | ПЛ                                 | 4+4       | 0+1       | КБ                 | 0                  | 0                  | -                    | -                    | -                    | -             | -             | -             | 8      | 1      |
| лип.-серп. 2018                    | «Васланд-Беверен»                  | ПЛ                                 | 1         | 0         | КБ                 | 0                  | 0                  | -                    | -                    | -                    | -             | -             | -             | 1      | 0      |
| Усього за «Васланд-Беверен»        | Усього за «Васланд-Беверен»        | Усього за «Васланд-Беверен»        | 8+5       | 0+1       |                    | 0                  | 0                  |                      | -                    | -                    |               | -             | -             | 13     | 1      |
| 2018–19                            | «Гориця» (Велика Гориця)           | 1. ХФЛ                             | 17        | 8         | КХ                 | 0                  | 0                  | -                    | -                    | -                    | -             | -             | -             | 17     | 8      |
| 2019–20                            | «Гориця» (Велика Гориця)           | 1. ХФЛ                             | 33        | 7         | КХ                 | 3                  | 4                  | -                    | -                    | -                    | -             | -             | -             | 36     | 11     |
| лип.-серп. 2020                    | «Гориця» (Велика Гориця)           | 1. ХФЛ                             | 2         | 0         | КХ                 | 0                  | 0                  | -                    | -                    | -                    | -             | -             | -             | 2      | 0      |
| Усього за «Горицю» (Велика Гориця) | Усього за «Горицю» (Велика Гориця) | Усього за «Горицю» (Велика Гориця) | 52        | 15        |                    | 3                  | 4                  |                      | -                    | -                    |               | -             | -             | 55     | 19     |
| 2020–21                            | «Гезтепе»                          | СЛ                                 | 39        | 10        | КТ                 | 1                  | 2                  | -                    | -                    | -                    | -             | -             | -             | 40     | 12     |
| 2021–22                            | «Гезтепе»                          | СЛ                                 | 12        | 2         | КТ                 | 0                  | 0                  | -                    | -                    | -                    | -             | -             | -             | 12     | 2      |
| Усього за «Гезтепе»                | Усього за «Гезтепе»                | Усього за «Гезтепе»                | 51        | 12        |                    | 1                  | 2                  |                      | -                    | -                    |               | -             | -             | 52     | 14     |
| Усього за кар'єру                  | Усього за кар'єру                  | Усього за кар'єру                  | 111+5     | 27+1      |                    | 4                  | 6                  |                      | -                    | -                    |               | -             | -             | 120    | 34     |

## Титули і досягнення

### Командні
- Чемпіон Сербії (2):

«Црвена Звезда»: 2023-24, 2024-25
- Володар Кубка Сербії (2):

«Црвена Звезда»: 2023-24, 2024-25

### Індивідуальні
- Найкращий бомбардир сербської Суперліги: 2024/25 (19 голів)